# Ваља Сталпулуј (Прахова)
Ваља Сталпулуј (рум. Valea Stâlpului) насеље је у Румунији у округу Прахова у општини Теишани. Oпштина се налази на надморској висини од 486 m.

## Становништво
Према подацима из 2002. године у насељу је живело 744 становника, од којих су сви румунске националности.